# Isla de la Barra
La Isla de la Barra (51°55′S 59°39′O / -51.917, -59.650) emerge en el centro del estrecho de San Carlos entre las islas Gran Malvina y Soledad, y forma parte del archipiélago de las Malvinas, que según la Organización de las Naciones Unidas (ONU), está en litigio de soberanía entre el Reino Unido, quien la administra como parte del territorio británico de ultramar de las Malvinas, y la Argentina, quien reclama su devolución, y la integra en el departamento Islas del Atlántico Sur de la provincia de Tierra del Fuego, Antártida e Islas del Atlántico Sur.
Esta isla se encuentra al sur de los islotes Tyssen, al oeste del rincón del Fuego y al sudoeste de la punta Peña Blanca.